# Спасское (Спасский район)
Спа́сское — село в Нижегородской области. Административный центр Спасского района и Спасского сельсовета.

## География
Расположено в 40 км от железнодорожной станции Сергач (на линии Арзамас — Канаш).

## История
Впервые упоминается в 1399 году. Повторно основано в 1622 году.
В 1779—1781 годах — фактический административный центр Васильсурского уезда, в который входило до 1923 года.
В XIX — начале XX веков было крупным торговым центром. В Спасском организовывались ярмарки, где главным товаром было кожевенно-меховое сырьё, обрабатывавшееся в Спасской волости.
В 1840 году в Спасском был возведён Спасо-Преображенский каменный храм с приделом во имя святого апостола и евангелиста Иоанна Богослова. Практически через сто лет — в советское время — храм был разрушен.
С 1929 года — районный центр.

## Население
| 1959 | 1970  | 1979  | 1989  | 2002  | 2010  | 2021  |
| ---- | ----- | ----- | ----- | ----- | ----- | ----- |
| 2581 | ↗2632 | ↗2907 | ↗4044 | ↗4092 | ↘3947 | ↗4001 |